# جزيرة بيز
نيجروس أورينتال يشار إليها رسمياً بـ مدينة البيز وهي مدينة من الدرجة الثالثة في محافظة نيجروس أورينتال في الفلبين، وفقا لتعداد عام 2010، كان عدد سكانها 74722 نسمة، تقع على بعد 45 كيلومترا من العاصمة الإقليمية دومغت، وتبلغ مساحتها 31964 هكتار (78980 فدان).

## الجغرافيا
هناك نوعان من الخلجان في المنطقة ومن هنا جاء اسم «بيز». الشاطئ معظمه يتكون من أشجار المنغروف، التي هي في خطر التدمير بسبب تزايد السكان. يرجع ثراء الحياة البحرية في الخلجان لأشجار المنغروف. ومن المعروف على نطاق واسع أن خلجان بيز من الشعاب المرجانية الأكثر جمالا في المنطقة. يمتد نهر بيلارتا بجوار مركز المدينة، ومع ذلك، هناك خلاف على اسم بيز تم اتخاذه بسبب ثعابين تسمى محليا «بيز» التي كانت تكثر في ذلك النهر وكان النهر مصدر مياه الري لمزارع السكر المجاورة، ولقد كان هذا أمرا حيويا في نجاح مزارع قصب السكر في هذا المجال. هذا النهر أيضا له تأثير كبير على جغرافية المدينة كما الودائع الرسوبية في مناطق أشجار المانغروف، وقد جفت الآن مستنقعات المنغروف السابقة واصبحت مأهولة بالسكان. في أواخر السبعينات في ظل حكومة جينارو غونيي، تم إنشاء نظام مراقبة النهر ويمتد من وسط المدينة باتجاه المناطق المنخفضة من أجل تقليل الفيضانات خلال موسم الأمطار.

## القرى
وتنقسم مدينة بيز سياسيا إلى 35 قرية:
1. بارانغاي
2. بعصاك
3. بينهون
4. كاباناتوان
5. كالاسقان
6. كامباجاهان
7. كامباجويو
8. كامبانجاو
9. كامبويلاو
10. كانلارجو
11. كابينهان
12. وكونسولاسيون
13. دانسولان
14. هانجياد
15. لاباز
16. لووك
17. لوني
18. مبونو
19. مانليباك
20. مانسانجابان
21. اولمبيا
22. أوكيوت
23. بنعلى
24. بنما-أنجان
25. روزاريو
26. صاب-آهن
27. سانإيسيدرو
28. كاتاكجاهان (تاكجاهان)
29. تاجبو
30. تالونجون
31. تاميسو
32. تاموجونج
33. تانجكولوجان
34. فالنسا

## التاريخ
أصل كلمة بيز، في الأيام الأولى من الاستكشاف الإسباني، جاء بعض الاسبان لأرض المستنقعات ورست سفنهم في محيط اثنتين من الجزر الصغيرة التي تقع تحت حراسة القرية في حين استكشاف المكان رأوا المواطنين يصطادون الأسماك على طول الساحل. اقترب الاسبان من المواطنين وسألوهم على اسم المكان. لم يستطع المواطنين فهم الأسبان وظنوا أنهم يسألونهم عن اسم صيدهم اجابوهم وقالوا (با-يز) منذ ذلك اليوم في وادي بلانجان القديم وتلال تالامبان أصبحت تعرف المدينة باسم بيز.

## الريادة في صناعة السكر
كان اقتصاد مدينة نيجروس أورينتال بعيدا عن التقدم ولم تستخدم التربة الغنية بكامل طاقتها وكان ذلك في الخمسينيات. تصور الناس في نيجروس خلال تلك السنوات من المحتويات أنها تميل إلى إنتاج سلع تكفي لتلبية احتياجاتهم اليومية فقط. حتى قبل الطفرة في استخدام السكر في الخمسينيات نيجروس اورينتال كانت تنتج السكر بالفعل. وقد تم نقل معظم منتجاتها أساسا في موانئ ويلو، والتي سوف تشرح وتيرة التحرك السريع من تطوير صناعة السكر في نيجروس اوكسيدنتال، ويرجع ذلك أساسا لقربها من ايلويلو. وكان هذا الوضع وضع سلبي على حركة السكر في المزارع الشرقية.
هناك عدد كبير من الصعوبات منعت من تطوير صناعة السكر في الجزء الشرقي من الجزيرة. تجار السكر الرائديين والمغامرين منهم خوسيه رودريغو كاميلو روبيو، دييغو غارسيا-باينا وأوغستين دي سانديز (من المكسيك)، أنيسيتو فيلانويفا (من أسبانيا)، وفيسنتي-Anunciación تي (مقتبس في وقت لاحق على اللقب تيفيس، من مقاطعة أموي، الصين). بعدما سمع أن تربة بيز خصبة قام هؤلاء الاشخاص بنحت الغابات البكر من الجانب الشرقي للجزيرة. جاء الكثير واستقروا في المنطقة وزرع قصب السكر الذي اخترعه فيسنتي وتم تصديره إلى إسبانيا عبر ويلو التي تعتبر نقطة الشحن الرئيسية في فيساياس. تم تحميل القصب في مراكب شراعية كبيرة تسمى lurchas أو باتل التي بناها أنيسيتو فيلانويفا وخواكين الجبل الأسود.
مدينة بيز حققت الكثير من التقدم في أزيوكاريرا "Azucarera "أكبر منتج للسكر الخام في نيجروس أورينتال. يمكن ان ترى مزارع القصب وأنت تقود سيارتك في أحد الطرق الرئيسية الوطنية. وتتميز هذه المناطق بالسهول الواسعة التي تمتد على طول البصر التي يمكن أن ترى وتعتبر مثالية لزراعة السكر بسبب التربة الخصبة بشكل طبيعي في المدينة. فليس من المستغرب اذ يخصص 73٪ من المساحة الكلية للمدينة في المقام الأول إلى الزراعة.
وأزيوكاريرا الوسطى في حد ذاتها هي هيكل نذير القديم من المعدن والخشب الصلب. مكاتب قد شهدت أيام أفضل، ورائحة السحتن من الحنين إلى الماضي شنق الثقيلة في الهواء، ولكن لا يزال وظيفية. هو قريب كازا غراندي، وهو مجمع سكني القديم على حد سواء وتحيط بها أشجار السنط طويل القامة، والذي تم بناؤه لاستخدام العاملين في Azucarera. وتتأثر منازل خشبية من طابقين بشكل كبير حسب التصميم الإسباني القديم والهندسة المعمارية. خضعت الكثير من المنازل ترميم والاستمرار في استخدامها منازل ممثلي التنفيذيين في الإدارة الجديدة.
وعلاوة على ذلك هم على البيوت المزارع الفخمة التي يملكها مزارعون السكر، والوقوف في الغالب على واحدة من الكثير في مزرعة الأسرة. داخل المزارع والمصليات التي المذبح والرموز يعود تاريخها إلى عام 1917. مرة التعليمية إلى هذه الأماكن قد تكون مرتبة في مكتب السياحة كالة الاستخبارات الاستراتيجية سيتي. ما هو أكثر إثارة للاهتمام هو أن تحصل للقيام بجولة عبر الترام السكك الحديدية القديمة المستخدمة من قبل شركات المطاحن لتسريع نقل قصب السكر (كالة الاستخبارات الاستراتيجية مؤرخ السيد بن T. فيلانويفا Larena، CPS، MPA).

## الاقتصاد
مدينة بيز الاستراتيجية هي أكبر منتج للسكر الخام في نيجروس أورينتال. هناك نوعان من مصانع السكر في المدينة. تأسست الوسطى Azucarera دي كالة بيز الاستراتيجية التي كتبها Tabacalera إسبانيا في وقت مبكر 1900s، وهي واحدة من أقدم في البلاد. وكانت طاحونة أخرى، URSUMCO (العالمي روبينا السكر مؤسسة طحن) سابقا URSUMCO (الولايات بذر طحن شركة) والتي شيدت في منتصف 70S "من قبل شركة ماروبيني اليابانية كمشروع من اجناسيو الجبل الأسود (أيضا من الجذور الاسبانية). وقد تم مؤخرا افتتاح مصنع الايثانول من روبينا شركة يونيفرسال (URC) التي تنتج الإيثانول الحيوي للسوق المحلية.

## التعليم
مدينة بيز الاستراتيجية لها وزارة تربية وتعليم خاصة بها عن باقي المحافظات. أكثر من 35 قرية توجد بها مدارس ابتدائية عامة وعدد قليل فقط من المدارس الثانوية العامة. في المدينة ذاتها يوجد عدد من المدارس الابتدائية والثانوية العامة وكلية وجامعة.

## الكليات والجامعات
- الحرم الجامعي لدولة نيجروس أورينتال 1-سان خوسيه، مدينة بيز.
- الحرم الجامعي لدولة سانت نيجروس أورينتال 2-تافيرا، مدينة بيز.
- جامعة لا كونسلوشن – مدينة بيز الاستراتيجية.

## الثقافة والحضارة
يقام سنويا في العاشر من ديسمبر احتفال موروث من الحقبة الاسبانية لتكريم سان نيكولاس دي تولنتينو. معظم السكان يقومون بإعداد الطعام لهذه المناسبة لمن يزور المكان.
الولاية الإقليمية بيز الاستراتيجية تضم جزيرتين هما (أولمبيا وديوي) وخليج بيز الاستراتيجي. منطقة بيز الاستراتيجية لديها خليج يحمل مجموعة متنوعة من الحياة الحيوانية وتربية وصيد الأسماك.

## وصلات الخارجية
Philippine Standard Geographic Code
Philippine Census Information
Local Governance Performance Management System
List of Philippine Cities